# Careya arborea
Careya arborea es una especie de árbol perteneciente a la familia Lecythidaceae, originaria de la India. 

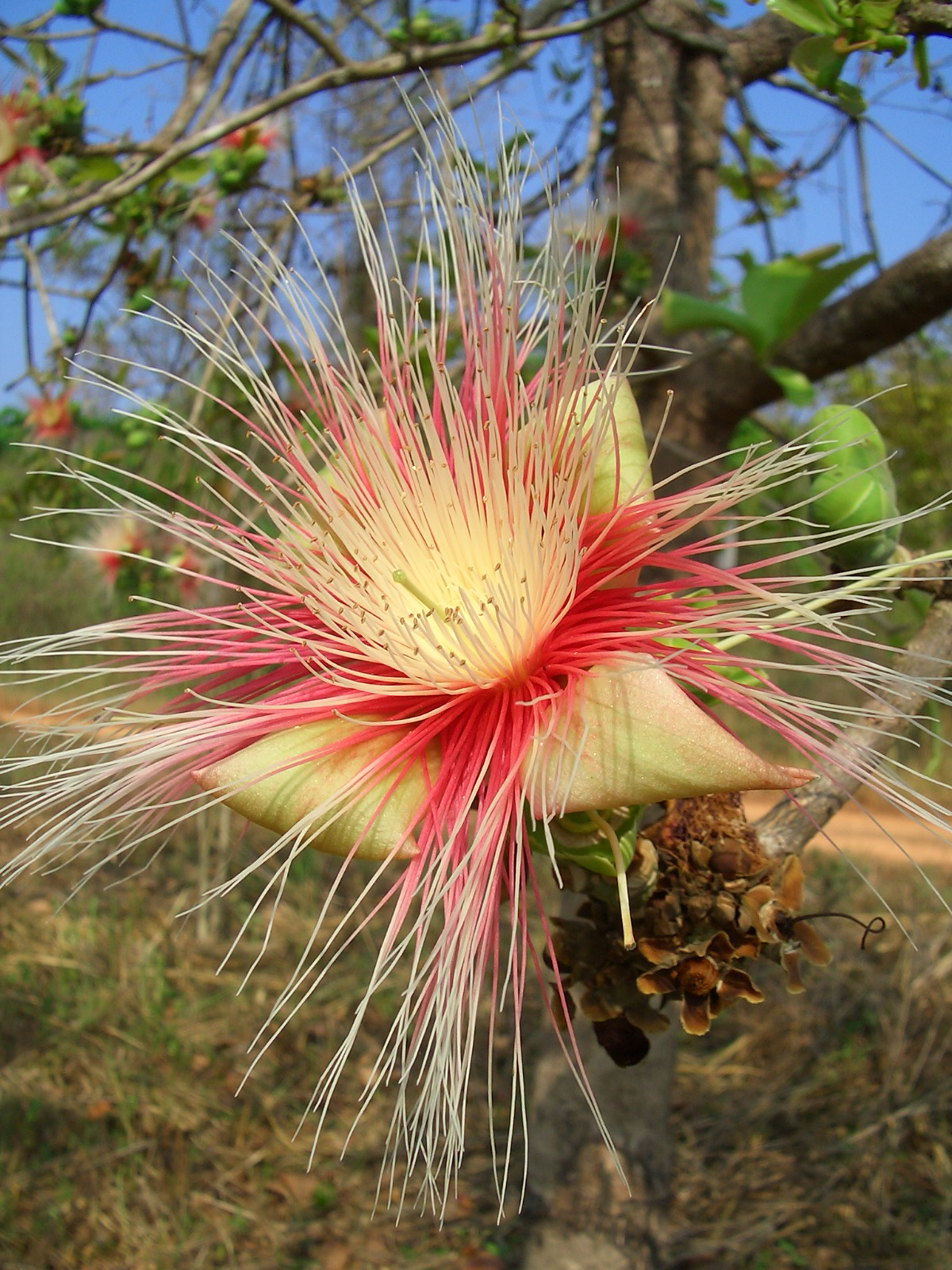
Careya аrborea

## Descripción
Careya arborea es un árbol de hoja caduca que crece hasta 15 metros de alto. Sus hojas se tornan de color rojo en la estación fría. Las flores son de color amarillo o blanco que se convierten en grandes bayas verdes. El árbol crece en toda la India en los bosques y praderas.

## Taxonomía
Careya arborea fue descrita por William Roxburgh  y publicado en Hortus Bengalensis, or a catalogue . . . 52. 1814.
Sinonimia
- Barringtonia arborea (Roxb.) F.Muell.
- Careya orbiculata Miers
- Careya sphaerica Roxb.
- Careya venenata Oken
- Cumbia coneanae Buch.-Ham.[2][3]